# Plesio

Đô thị Plesio nhìn từ trên cao

Plesio là một đô thị ở tỉnh Como trong vùng Lombardia, có cự ly khoảng 70 km về phía bắc của Milano và khoảng 30 km về phía đông bắc của Como. Tại thời điểm ngày 31 tháng 12 năm 2004, đô thị này có dân số 833 người và diện tích là 17 km².
Plesio giáp các đô thị: Cremia, Garzeno, Grandola ed Uniti, Menaggio, San Siro.